# شوتا آیزاوا
شوتا آیزاوا (ژاپنی: 相澤 祥太؛ زادهٔ ۱۹ آوریل ۱۹۹۶) یک بازیکن فوتبال اهل ژاپن است.
از باشگاه‌هایی که در آن بازی کرده‌است می‌توان به باشگاه فوتبال رواسو کوماموتو اشاره کرد.